# 아카메 48 폭포 자살미수
아카메 48 폭포 자살미수(赤目四十八瀧心中未遂: Akame 48 Waterfalls)는 일본에서 제작된 아라토 겐지로 감독의 2003년 드라마 영화이다. 오니시 타키지로 등이 주연으로 출연하였고 이시카와 토미야스 등이 제작에 참여하였다.

## 출연

### 주연
- 오니시 타키지로
- 테라지마 시노부

### 조연
- 오오쿠스 미치요
- 우치다 유야
- 아라이 히로후미
- Motomi Makiguchi
- 마로 아카지
- 오키야마 히데코
- 오모리 나오
- 와타나베 겐사쿠

## 제작진
- 원작자: 구루마야 조키치
- Ass-PD: 하야시 카이조
- 조명: 이시다 켄지
- 음향: 카키자와 키요시